# بریجتاون (میسیسیپی)
بریجتاون (به انگلیسی: Bridgetown) مکانی در ایالت میسیسیپی کشور ایالات متحده آمریکا است که جمعیت آن در سرشماری سال ۲۰۱۰ میلادی، ۱٬۷۴۲
نفر بوده‌است.